# C4 (tunnelbanevagn)
C4 är en tunnelbanevagn som tillverkades i 200 exemplar mellan 1960 och 1967 av ASEA och ASJ. Vagnarna trafikerade Stockholms tunnelbana fram till 2002. En vagn (C4 2548 från 1963) fanns bevarad som museifordon, men skrotades sommaren 2020. I Ovanmyra finns i ett skjul vagn 2516 som används som servering sommartid. Från den 27 februari 1997 gick alla C4-vagnar som mellanvagnar i trafiken. Vagnarnas maxhastighet var 80 km/h och de rymde 48 sittande passagerare och 108 stående. Cirka hälften av vagnarna fick under åren 1985 till 1991 blå färgsättning.

## C4 året 1999
1 januari 1999 fanns samtliga 200 st C4:or i trafik, C4 2451–C4 2650.